# Polyschisis tucumana
Polyschisis tucumana är en skalbaggsart som beskrevs av Di Iorio 2003. Polyschisis tucumana ingår i släktet Polyschisis och familjen långhorningar. Inga underarter finns listade i Catalogue of Life.